# Delia soror
Delia soror är en tvåvingeart som först beskrevs av Robineau-desvoidy 1830.  Delia soror ingår i släktet Delia och familjen blomsterflugor.
Artens utbredningsområde är Frankrike. Inga underarter finns listade i Catalogue of Life.